# 封豨
封豨（ほうき）は、中国に伝わる伝説上の怪物。封豕などとも。桑林（そうりん）という地に棲んでいたという。

## 概要
巨大な猪の姿をしており、とてつもない怪力で、乱暴な性格の持主。家畜を襲い、田畑を荒らすだけではなく、人間も食い殺し、多くの人々にとって恐怖の存在であったといわれている。また、鎧の様に頑丈な毛皮で覆われている為、普通の武器では全く歯が立たない。
『淮南子』修務訓には「封豨修蛇」という字句があり、乱暴者や侵略者を示す熟語としても使われている。これは羿によって成敗された怪物であるこの封豨と修蛇とを並称したものである。『壷関録』などには同様の使用例に長蛇・封豕の字句が用いられている。
『楚辞』によると、堯の命を受けた羿によって足に矢を打ち込まれて生け捕りにされ、肉を切り刻み蒸し料理として献上されたとも言われている 。